# حسن الحمادي
حسن الحمادي (مواليد 24 نوفمبر 1989، لاعب كرة قدم إماراتي يجيد اللعب كمدافع.
تدرج في نادي الظفرة في الفئات السنية و وصل للفريق الأول عام 2010 و أعاره نادي الظفرة إلى نادي الشعب في عام 2017 .